# Barra de Cazones
Barra de Cazones är en ort i Mexiko.   Den ligger i kommunen Cazones de Herrera och delstaten Veracruz, i den sydöstra delen av landet, 250 km nordost om huvudstaden Mexico City. Barra de Cazones ligger 18 meter över havet och antalet invånare är 1 111.
Terrängen runt Barra de Cazones är platt. Havet är nära Barra de Cazones åt nordost.  Närmaste större samhälle är Cazones de Herrera, 11,3 km väster om Barra de Cazones. 